# Deeds of Flesh
Deeds of Flesh ist eine US-amerikanische Technical- und Brutal-Death-Metal-Band aus Los Osos, Kalifornien, die im Jahr 1993 gegründet wurde.

## Geschichte
Die Band wurde Mitte 1993 von dem Bassisten Jacoby Kingston, dem Gitarristen und Sänger Erik Lindmark und dem Schlagzeuger Joey Heaslet gegründet. In den folgenden drei Monaten schrieb die Band an ihrer ersten EP, die unter dem Namen Gradually Melted bei verschiedenen Labels erschien. Die Gruppe erreichte daraufhin Ende 1995 einen Vertrag über zwei Alben bei Repulse Records. 1996 folgte hierüber die Veröffentlichung des Debütalbums Trading Pieces. Der Veröffentlichung folgten nur wenige Auftritte, da Schlagzeuger Heaslet die Band kurzzeitig verlassen hatte. Die Band konnte jedoch zusammen mit Incantation auf Europatournee, trat auf dem ersten Fuck the Commerce auf und ging mit Vile und Devourment auf US-Tour. 1998 folgte das zweite Album Inbreeding the Anthropophagi bei Repulse Records. Hierauf war Brad Palmer als neuer Schlagzeuger vertreten. Als Gastsänger war zudem Matti Way von Disgorge. Es folgten Touren zusammen mit Dying Fetus durch die USA, sowie eine Tour durch Kanada. Außerdem trat die Gruppe 1998 auf dem Milwaukee Metalfest und 1999 auf dem Ohio Deathfest auf. 1998 wurde Gradually Melted neu gemastert und mit neuem Cover wiederveröffentlicht. Im November des Jahres ging die Band auf eine Tour durch Brasilien, an der der Bassist Kingston jedoch nicht teilnehmen konnte, weswegen Derek Boyer einsprang. Währenddessen ging die Band kaum auf Tour, da Schlagzeuger Palmer die Besetzung wieder verlassen hatte. Im Jahr 1999 kamen Jim Tkacz als neuer Gitarrist zur Band, während Schlagzeuger Joey Heaslet zur Gruppe zurückkehrte. Die Band nahm daraufhin ihr nächstes Album Path of the Weakening, an dem die Gruppe zuvor zweieinhalb Monate geschrieben hatte. Das Album sollte die erste Veröffentlichung von Deeds of Flesh bei Unique Leader Records, dem bandeigenen Label, sein. Kurz danach kam Mike Hamilton als neuer Schlagzeuger hinzu. Zudem hatte der Gitarrist Jim Tkacz die Band verlassen, nachdem die Band das Album aufgenommen und eine Brasilientour absolviert hatte. Als Nachfolger kam Jared Deaver, vorher unter anderem bei Impaled und Psypheria, zur Besetzung. Es schlossen sich eine Tour durch die USA und eine weitere durch Kanada zusammen mit Cephalic Carnage, Disgorge und Mortal Decay an, eine Brasilientournee, sowie eine weitere US-Tour zusammen mit Vader, Dying Fetus und Cephalic Carnage an. Zudem spielte die Gruppe auf dem Milwaukee Metalfest im Jahr 2002. Währenddessen verließ Gitarrist Deaver die Band wieder. Nachdem im Jahr 2001 das Album Mark of the Legion veröffentlicht worden war, kam Aaron Gustofson als neuer Gitarrist zur Band. Es schloss sich eine Tour durch Nordamerika zusammen mit Monstrosity und Pyaemia, sowie eine weitere durch Europa zusammen mit Disgorge und Pyaemia an. Zudem spielte die Band auf dem vierten Fuck the Commerce und ging zusammen mit Cannibal Corpse, Malevolent Creation, Hate Eternal, Macabre und Cephalic Carnage auf eine US-Tournee und spielte außerdem auf dem New England Metal and Hardcore Festival. Im Jahr 2003 schloss sich mit Reduced to Ashes das nächste Alnum an. Die Band ging daraufhin auf Tournee durch Europa zusammen mit Hate Eternal, Dying Fetus und Prejudice. Des Weiteren hielt die Gruppe eine Tour durch Australien und Neuseeland zusammen mit Psycroptic, ehe eine Kanadatour zusammen mit Mortal Decay sich anschloss. Zu dieser Zeit erschien die DVD Live in Montreal, die Live-Aufnahmen der Kanadatournee, sowie ein Musikvideo Crown of Souls, enthielt. Im Dezember nahm die Band das gleichnamige Album auf, das im Jahr 2005 erschien. Nachdem der Gitarrist Sean Southern zur Band gekommen war, ging es auf eine Europatour zusammen mit Monstrosity, Impaled, Vile und Bloodletting und auf Tournee durch Nordamerika zusammen mit Vile, Decrepit Birth und Odious Mortem. Anfang 2007 kam der Norweger Erlend Caspersen als neuer Bassist zur Band, um Jacoby Kingston zu ersetzen. 2008 folgre mit Of What’s to Come das nächste Album. Auf dem 2013er Album Portals to Canaan waren mit dem Gitarristen Craig Peters und dem Bassisten Ivan Munguia zwei neue Mitglieder zu hören.

## Stil
Laut Islander von nocleansinging.com spiele die Band auf Portals To Canaan eine Mischung aus Brutal- und Technical-Death-Metal. Die Mitglieder würden ihre Instrumente auf technisch sehr hohem Niveau spielen, während das Tempo, bis auf wenige Ausnahmen, hoch bleibe. Der gutturale Gesang sei tief und aggressiv.

## Diskografie
- Gradually Melted (EP, 1995, Wild Rags Records)
- Trading Pieces (Album, 1996, Repulse Records)
- Inbreeding the Anthropophagi (Album, 1998, Repulse Records)
- Inbreeding the Anthropophagi/Trading Pieces (Kompilation, 1998, Novum Vox Mortis)
- Promo 1999 (Demo, 1999, Eigenveröffentlichung)
- Path of the Weakening (Album, 1999, Unique Leader Records)
- Mark of the Legion (Album, 2001, Unique Leader Records)
- Reduced to Ashes (Album, 2003, Unique Leader Records)
- Crown of Souls (Album, 2005, Unique Leader Records)
- Live In Montreal (DVD, 2005, Unique Leader Records)
- Of What's to Come (Album, 2008 Unique Leader Records)
- Portals to Canaan (Album, 2013, Unique Leader Records)
- Nucleus (Album, 2020, Unique Leader Records)